# メヘレン事件

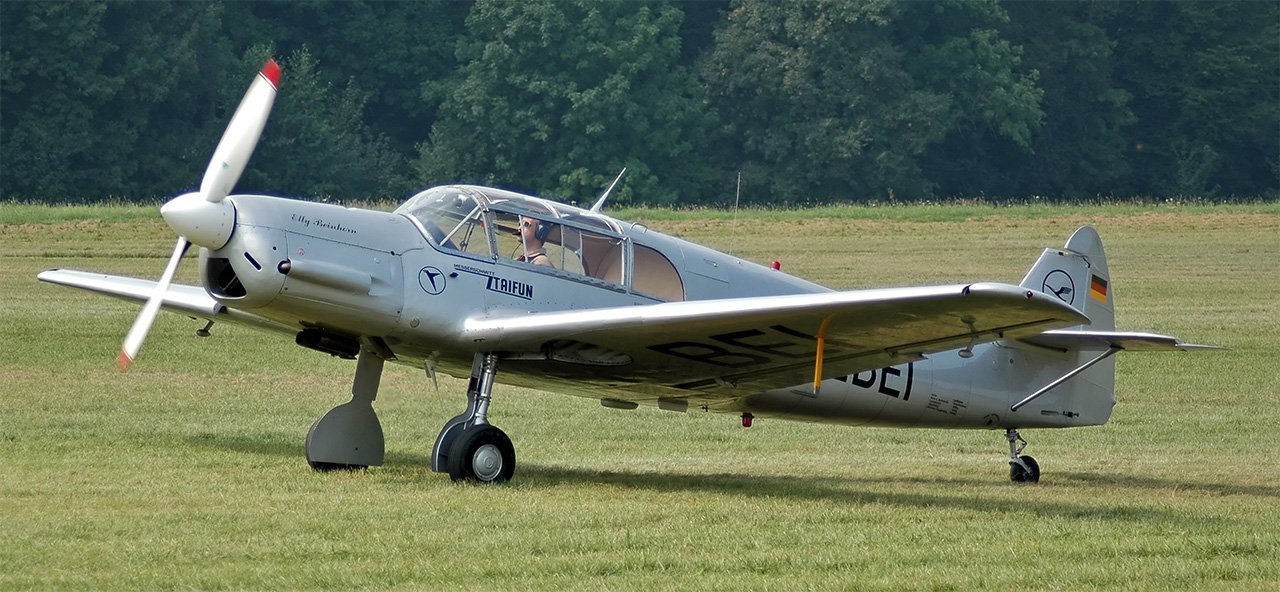
不時着したものと同じドイツ軍機Bf 108

メヘレン事件（メヘレンじけん、独: Mechelen-Zwischenfall）は、第二次世界大戦勃発後、まやかし戦争中の1940年1月10日にベルギーで起きた事件。黄色作戦を遂行中であったドイツ軍機メッサーシュミットBf 108の1機がベルギーのリンブルフ州マースメヘレンのヴヘトに不時着した。着陸した場所がベネルクスであったためイギリス・フランス両当局に危機感を与えたが、比較的早くに混乱は収束した。

## 不時着

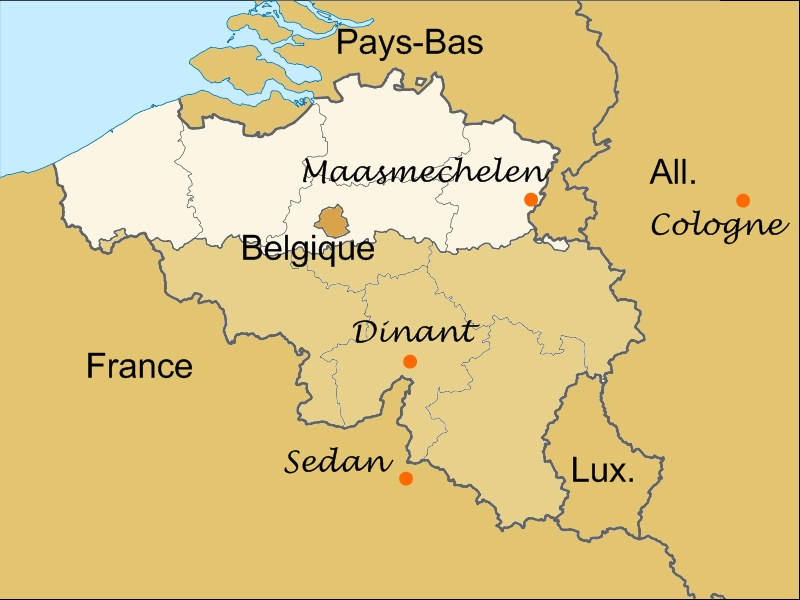
事件の現場

この事件は、ミュンスター付近でローデンハイデ飛行場所属のエーリヒ・ヘーンマンス(Erich Hönmanns)予備少佐が犯した小さなミスが原因だった。1月10日朝、少佐はメッサーシュミットBf 108タイフンを操縦していた。彼はその時ローデンハイデからケルンに向け飛行していたが、広範囲に広がった霧の影響で視界が悪かった。彼は濃霧を避けるように航路を西へ変更し、ライン川に沿ってケルンへ行くことを考えた。しかし彼が航路を変更したとき、凍ったライン川に気が付かず上空を通過、ベルギーとオランダの境を流れるマース川をライン川と思い込みそのままヴヘトまで行ってしまった。
しばらく飛行し続けたが、突如エンジントラブルが発生した。 機体は停止し、11時30分ごろ彼は機体を不時着せざるを得なくなった。両翼は着陸の衝撃で木にぶつかり破損、エンジンは外れてしまい飛行機は修理できないほどの損害を被ったが、奇跡的に彼は無事だった。彼が平野に1人で不時着したならば、中立国以外に無許可で着陸したための抑留は別としても、それほど大きな問題にはならなかった。しかしその時、彼のほかにもう1人、ドイツの連絡将校であるヘルムート・ラインベルガー (Helmuth Reinberger) 少佐が搭乗していた。当時ドイツ軍はベルギーのナミュールに第1降下猟兵師団を降下させる計画を立てており、ラインベルガーはその打ち合わせのためにケルンへ向かっていた。本来ならラインベルガーは列車を利用してケルンまで行くはずであった。しかし彼は列車を乗り過ごしてしまい、急遽、ケルンにいる妻のもとへ洗濯物を運ぼうとしていたヘーンマンスに便乗する形となった。この計画は1月17日に実行されるはずのものであった。
ヘーンマンスがベルギーやオランダに対する攻撃関連の文書の存在に気が付いたのは不時着後のことだったので、そのときはまだラインベルガーが文書を持っているとは知らなかった。不時着後、彼らは近くの農民にここはどこなのかを尋ねた。農民からの返答で2人がいる場所がベルギーであることを知ったラインベルガーは、彼の持ち運んでいた文書がベルギー政府へ漏洩することを恐れ、即座に飛行機に戻り文書の焼却を図った。彼は持っていたライターで火を点けるも失敗したため、先ほどの農民を呼びつけ草むらでの焼却を手伝わせた。彼は再び文書に火を点け焼却を図ったが、不時着後程なくして駆けつけたベルギー軍と警察によってラインベルガーとヘーンマンスは拘束され、文書は隠滅できないままベルギーの手に渡った。2人はマースメヘレン付近のベルギー国境警備所へ連行された。彼らは焼け焦げた文書を机の上に置かれ尋問を受けた。ヘーンマンスは時間を稼ぐため、ベルギー兵にラインベルガーをトイレに行かせるよう申し出た。わずかな時間が取れたラインベルガーは、近くにあったストーブに文書を押し込もうとした。ストーブのふたを開けるとき、彼は手をやけどしたためその痛みから叫んだ。その声を聞き、驚いて戻ってきたベルギー軍の担当者によって文書はストーブから取り出され、ラインベルガーらとは別の部屋に保管されることになった。計画がベルギーに知られることをひどく恐れたラインベルガーは、戻ってきたベルギー兵から銃を奪い自殺を図ろうとした。激怒したベルギー兵に押し飛ばされたラインベルガーは泣き出し、「私はあなたの銃で自殺したかった。」と叫んだ。2時間後、ベルギー軍の情報部が到着し、午後遅くに文書は情報部の上官に渡った。

## ドイツの反応
1月10日の夕刻にドイツへこの事件の情報が入った。ドイツ国防軍最高司令部はラインベルガーがベルギーなどへの攻撃文書を所持していたと断定したので、ドイツは大きな衝撃を受け、混乱に陥った。翌日、この事件に激怒したアドルフ・ヒトラー総統は、第2航空艦隊司令官ヘルムート・フェルミー空軍大将と彼の参謀長であるヨーゼフ・カムフーバー大佐を責を問う形でその職から罷免した。デン・ハーグの在ドイツ空軍武官であるラルフ・ヴェニンガー中将やブリュッセルの駐在武官フリードリヒ＝カール・ラーベ・フォン・パッペンハイム大佐らが計画漏洩の影響を調査したが、結果として計画はそのまま続行されることになった。12日には、アルフレート・ヨードル少将はヴェニンガー・パッペンハイムとともにラインベルガーとヘーンマンスに初めて面会し、計画がベルギーに漏洩したのではないかと心配している旨を伝えた。その日のヨードルの日記には、「計画の全貌がベルギーに渡っているなら破滅的だ」 とヒトラーから言われたことが要約して記されていた。
しかし、ドイツは後述するベルギーの偽装に騙され、計画漏洩の可能性は低いとして安心しきってしまった。

## ベルギーの偽装
ベルギー側はラインベルガーを文書は焼却されていたと騙し、計画が漏洩していないということをドイツ側に伝える機会を設けることにした。この作戦は2段階で行われた。まず第一に、ベルギー側から彼に文書の中身について質問し、もしその質問に答えないならラインベルガーはスパイとして扱われることを通告したことである。ラインベルガーはのちに「この時、質問したベルギーの担当者が焼けた文書の断片しか持っていなかったため、彼らは内容を何も理解することができなかったと思った。」 と語っている。第二に、ラインベルガー並びにヘーンマンスの2人をヴェニンガーとパッペンハイムに面会させることである。ラインベルガーはベルギー側の思惑通り、ヴェニンガーらに文書は判別できないほど焼却できた旨を伝えた。駐ベルギー・ドイツ大使であるヴィッコ・フォン・ビューロー＝シュヴァンテは上司に「手のひらサイズの断片は残ったものの、ラインベルガー少佐が文書をほぼ焼却したことを確認した。」と電報を打った。ヨードルもこのことを信じ込んだ。1月13日の彼の日記には、「不時着した2人の将兵と武官らの会話の報告。結果:文書は焼却された。」と記されている。

## ベルギーの反応
1月10日、ベルギー側は文書の確実性を疑っていた。文書は即座にブリュッセルで翻訳された。文書はラインベルガーによって燃やされていたため判読が難しい箇所もあったが、ベルギーやオランダに対する攻撃の概略は残った部分から明白だった。しかし、攻撃の日付までは言及されていなかった。また、残った文書の大部分が第7航空師団に関することであった。文書の信頼性に疑念を持っていたベルギーだが、イタリアのガレアッツォ・チャーノから、ドイツ軍が1月15日付近にベルギーを攻撃するかもしれないと警告を受けたため、ラウル・ファン・オーフェルストラーテン将軍は1月11日に文書の内容は基本的に信頼できるとした。その日の午後、ベルギー国王レオポルド3世はこのことを国防大臣のアンリ・ドニ将軍やフランス総司令官モーリス・ガムラン大将などに伝えることとした。イギリス海外派遣軍からもドイツに対する警告を受けた。レオポルドは個人的にオランダ妃ユリアナやルクセンブルク大公シャルロットへ電話をし、「気を付けてください、天候が危険です。」、また「風邪に注意してください。」と伝えた。あらかじめ決められていたこの言葉は、ドイツ軍の攻撃が差し迫っていることを表すものだった。

## フランスの反応
1月12日の朝、ガムランは軍事情報担当のルイ・リヴェ大佐と軍指揮官らで会議を開いた。リヴェはベルギーからの情報に懐疑的だった。しかしガムランはたとえそれが誤情報であったとしても、フランス軍のベルギー進駐のきっかけになる良い機会だと考えていた。ガムランは1941年にネーデルラントでドイツ軍に対し決定的な攻撃をする予定であったが、中立であるベルギーが障害になっていた。そのため、この機会にベルギーへ進軍しフランスやイギリス側へ味方につけてしまえば、今後の計画がすんなりいく。また、もし本当にドイツ軍が攻めてきたとしても、それより前にベルギーへ進軍し地盤を築いておくことは本当に望ましいことだった。ガムランはこの機を逃さぬため、即座に軍に対しベルギーへ進軍するよう命じた。

## オランダの反応
オランダ女王ウィルヘルミナおよびオランダ政府はベルギーからの情報に驚いていたが、オランダ最高司令官イザーク・レィンダースはこの情報に懐疑的だった。1月12日、ハーグでオランダ側はオーフェルストラーテンのメモを渡されたが、その時オランダ側は「あなたはこの内容を信じるだろうか、我々は信頼できない。」とベルギー側に返答している。オランダ側はドイツ軍の計画の情報元を知らされておらず、ベルギー側はこの計画にはドイツ軍によるオランダの部分的占領が含まれていることを伝えなかった。

## 結果
中立を保っていたベルギー政府だったが、この事件を機にドイツからの攻撃に備えるようになる。対してドイツは、この事件でベルギー・オランダへの進攻計画を再考し、エーリッヒ・フォン・マンシュタイン中将によって立案されたマンシュタイン計画に引き継がれることになる。